# 17160 Jetly
17160 Jetly este o planetă minoră (asteroid), cu un diametru de 5,947 km, din centura de asteroizi. A fost descoperită pe 8 iunie 1999 la Experimental Test Site⁠(d) de Lincoln Near-Earth Asteroid Research. 
Obiectul prezintă o orbită caracterizată de o semiaxă mare de 3,1063286 UAi, o excentricitate de 0,0315454, o înclinație de 9,97061 ° în raport cu ecliptica.